# Perisoreus
Perisoreus este un gen de păsări paseriforme din familia Corvidae. Se găsesc în regiunile boreale ale Americii de Nord și Eurasiei, din Scandinavia până pe coasta asiatică. O specie izolată apare și în nord-vestul Sichuan din China. Speciile de gaițe Perisoreus sunt înrudite cel mai strâns cu genul Cyanopica.

## Taxonomie
Genul a fost introdus de zoologul francez Charles Lucien Bonaparte în 1831. Ulterior, specia tip a fost desemnată drept gaița canadiană. Numele genului poate proveni din greaca veche perisōreuō „a îngrămădi” sau „a îngropa sub”. Alternativ, poate proveni din latinescul peri- „foarte” sau „extrem de mult” și sorix, o pasăre dedicată lui Saturn.

## Specii
Genul conține trei specii:
- Perisoreus canadensis – gaiță canadiană
- Perisoreus infaustus – gaiță siberiană
- Perisoreus internigrans – gaiță Sichuan

## Galerie

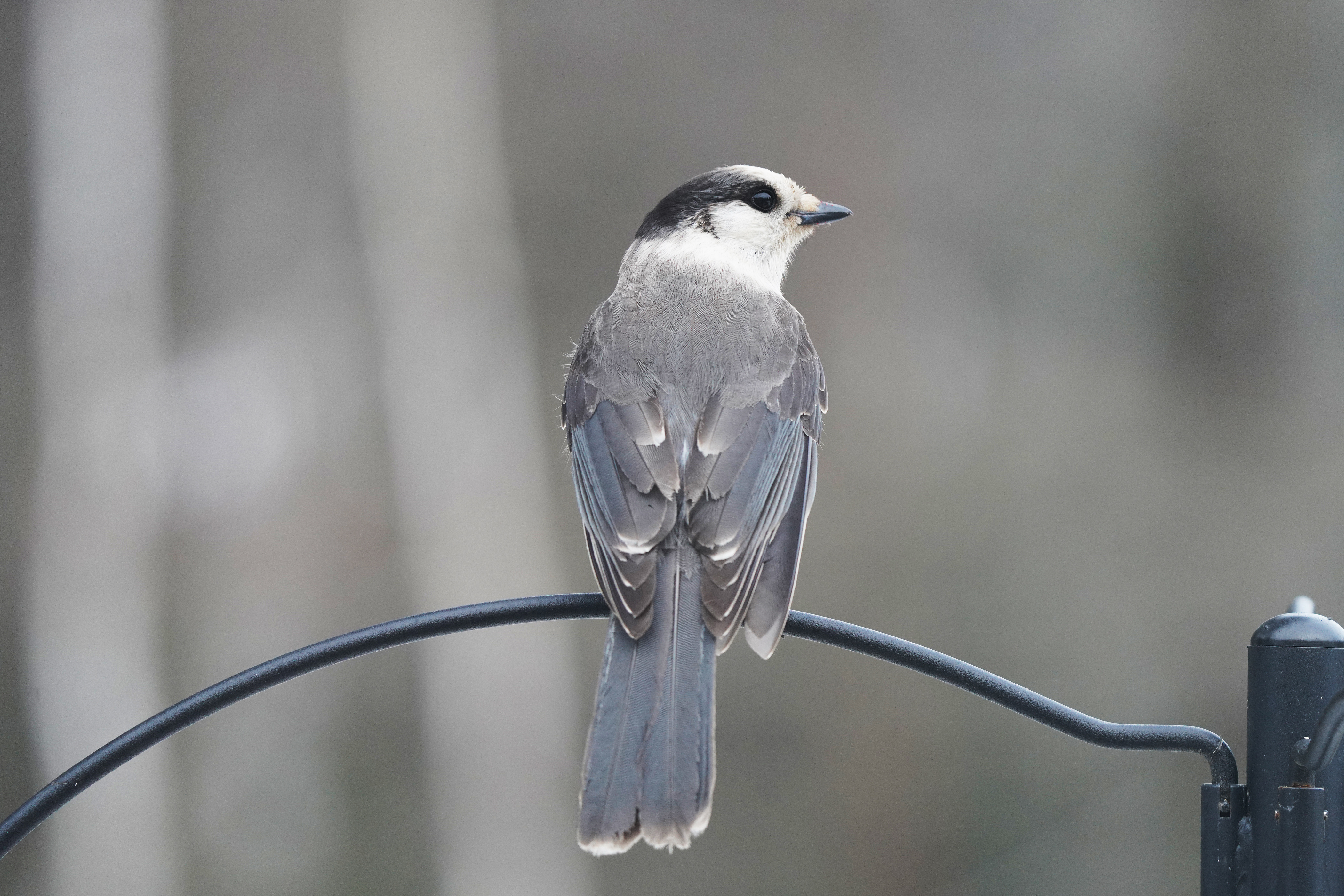
Gaiță canadiană
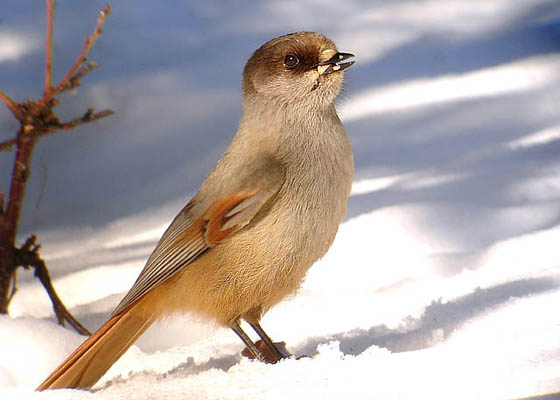
Gaiță siberiană
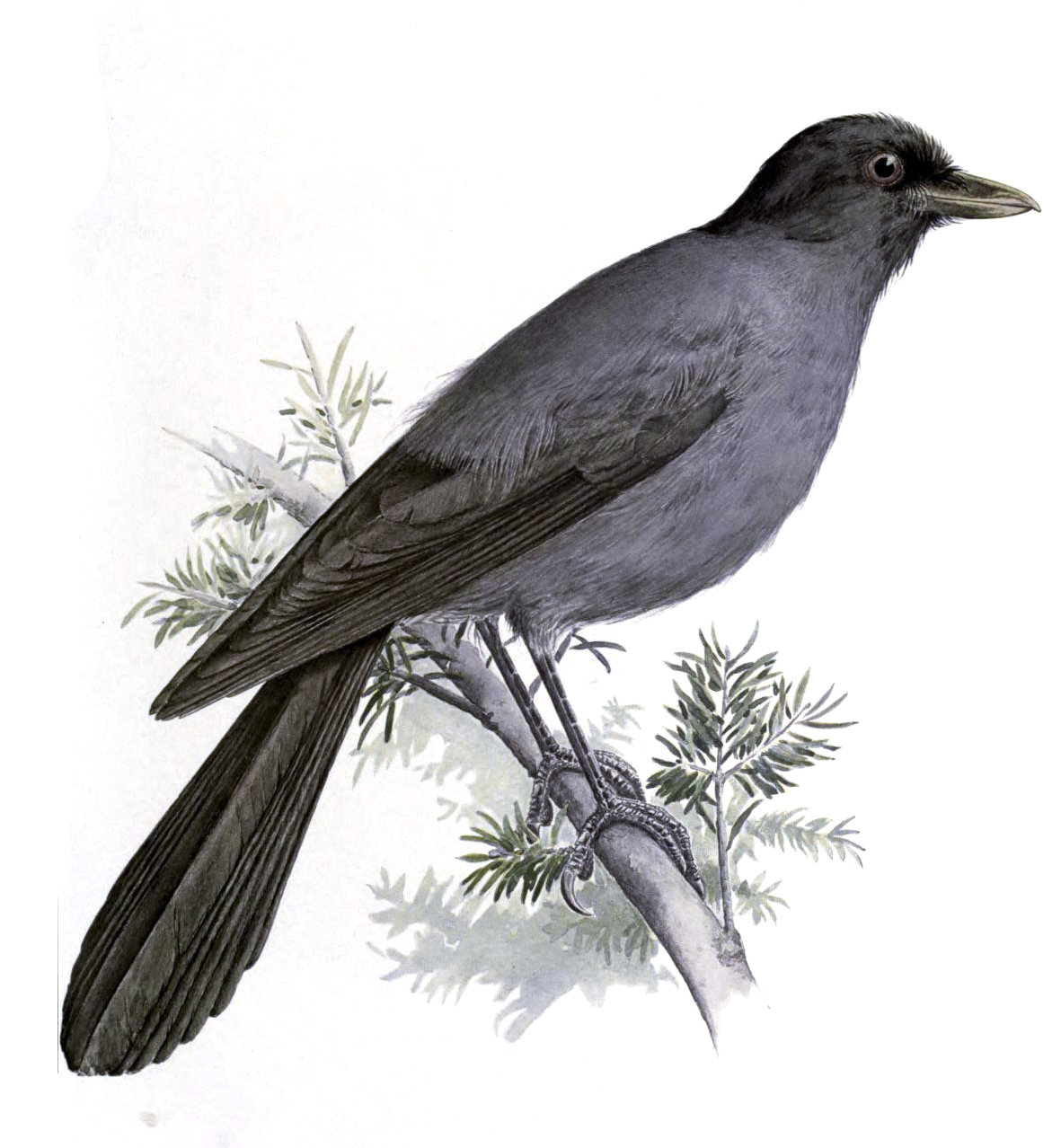
Gaiță Sichuan
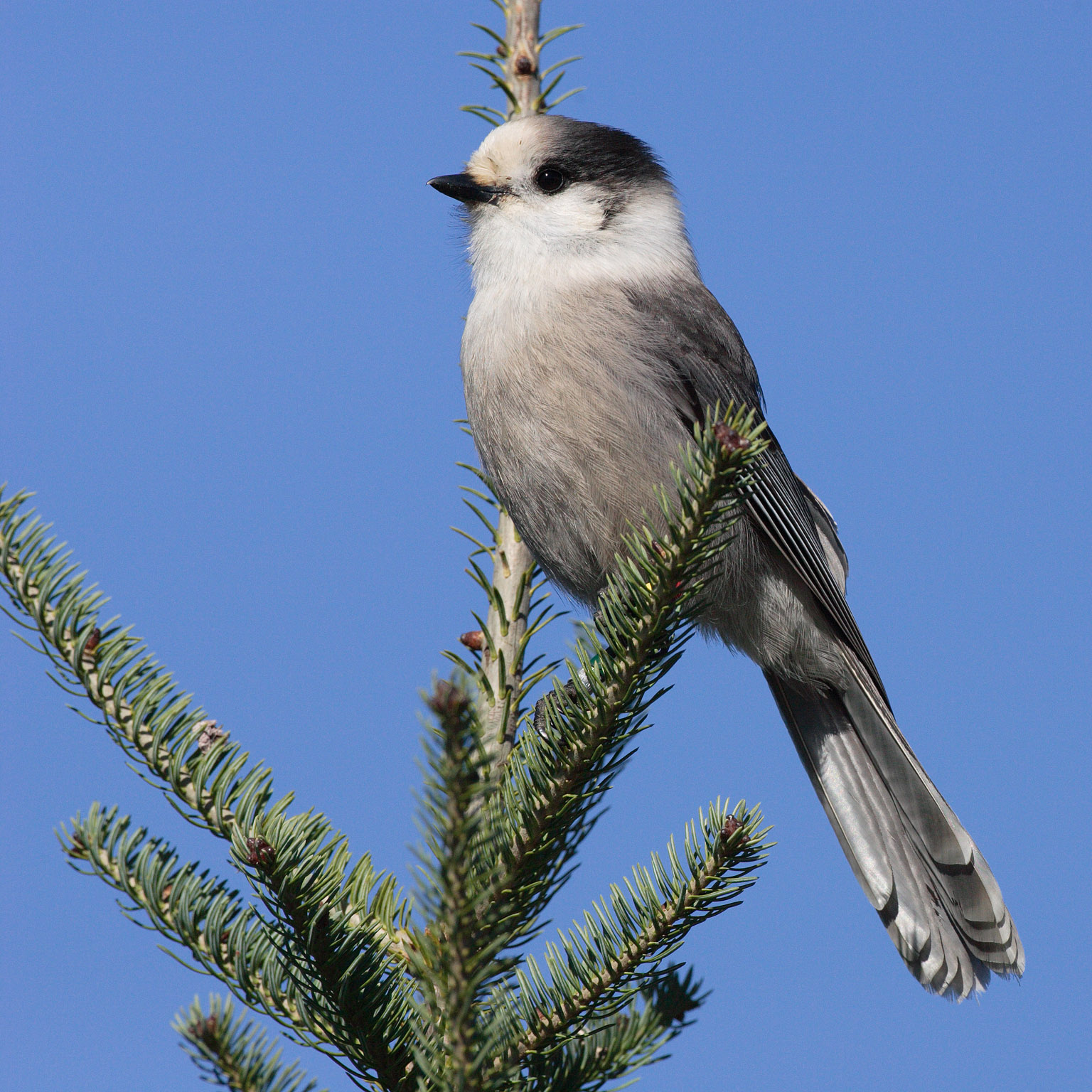
Gaiță canadiană